# هاكون راندال
هاكون راندال هو سياسي نرويجي، ولد في 9 يوليو 1930 في Gulen (municipality) ‏ في النرويج، وتوفي في 22 يوليو 2012 في Bømlo ‏ في النرويج. نشط حزبياً في حزب المحافظين.

## مناصب
- انتخب County Governor of Hordaland ‏ (1984 – 1998).
- انتخب عضو برلمان النرويج  [لغات أخرى]‏ عن دائرة دائرة هوردالان [الإنجليزية]‏ وقد انضم خلال فترته النيابية ‏ (1981 – 1985) للكتلة البرلمانية حزب المحافظين.
- انتخب عضو برلمان النرويج  [لغات أخرى]‏ عن دائرة دائرة هوردالان [الإنجليزية]‏ وقد انضم خلال فترته النيابية ‏ (1977 – 1981) للكتلة البرلمانية حزب المحافظين.
- انتخب عضو برلمان النرويج  [لغات أخرى]‏ عن دائرة دائرة هوردالان [الإنجليزية]‏ وقد انضم خلال فترته النيابية ‏ (1973 – 1977) للكتلة البرلمانية حزب المحافظين.